# Blanot (Côte-d'Or)
Pour les articles homonymes, voir Blanot.
Blanot est une commune française située dans le canton d'Arnay-le-Duc du département de la Côte-d'Or, en région Bourgogne-Franche-Comté.

## Géographie
Blanot se situe dans le massif du Morvan et fait partie de son parc naturel régional.
La population de la commune est partagée entre plusieurs hameaux parmi lesquels Jonchère(s) est le plus peuplé.

### Climat
Pour des articles plus généraux, voir Climat de la Bourgogne-Franche-Comté et Climat de la Côte-d'Or.
En 2010, le climat de la commune est de type climat des marges montargnardes, selon une étude du Centre national de la recherche scientifique s'appuyant sur une série de données couvrant la période 1971-2000. En 2020, Météo-France publie une typologie des climats de la France métropolitaine dans laquelle la commune est exposée à un climat océanique altéré et est dans la région climatique  Lorraine, plateau de Langres, Morvan, caractérisée par un hiver rude (1,5 °C), des vents modérés et des brouillards fréquents en automne et hiver. 
Pour la période 1971-2000, la température annuelle moyenne est de 10,1 °C, avec une amplitude thermique annuelle de 16,5 °C. Le cumul annuel moyen de précipitations est de 1 052 mm, avec 13,6 jours de précipitations en janvier et 8,2 jours en juillet. Pour la période 1991-2020, la température moyenne annuelle observée sur la station météorologique de Météo-France la plus proche, « Arnay_sapc », sur la commune de Saint-Prix-lès-Arnay à 21 km à vol d'oiseau, est de 10,5 °C et le cumul annuel moyen de précipitations est de 799,9 mm,. Pour l'avenir, les paramètres climatiques de la commune estimés pour 2050 selon différents scénarios d'émission de gaz à effet de serre sont consultables sur un site dédié publié par Météo-France en novembre 2022.

## Urbanisme

### Typologie
Au 1er janvier 2024, Blanot est catégorisée commune rurale à habitat très dispersé, selon la nouvelle grille communale de densité à 7 niveaux définie par l'Insee en 2022.
Elle est située hors unité urbaine et hors attraction des villes,.

### Occupation des sols
L'occupation des sols de la commune, telle qu'elle ressort de la base de données européenne d’occupation biophysique des sols Corine Land Cover (CLC), est marquée par l'importance des territoires agricoles (50,6 % en 2018), une proportion sensiblement équivalente à celle de 1990 (50,7 %). La répartition détaillée en 2018 est la suivante : forêts (48 %), prairies (40,5 %), terres arables (6,2 %), zones agricoles hétérogènes (4 %), milieux à végétation arbustive et/ou herbacée (1,4 %). L'évolution de l’occupation des sols de la commune et de ses infrastructures peut être observée sur les différentes représentations cartographiques du territoire : la carte de Cassini (XVIIIe siècle), la carte d'état-major (1820-1866) et les cartes ou photos aériennes de l'IGN pour la période actuelle (1950 à aujourd'hui).

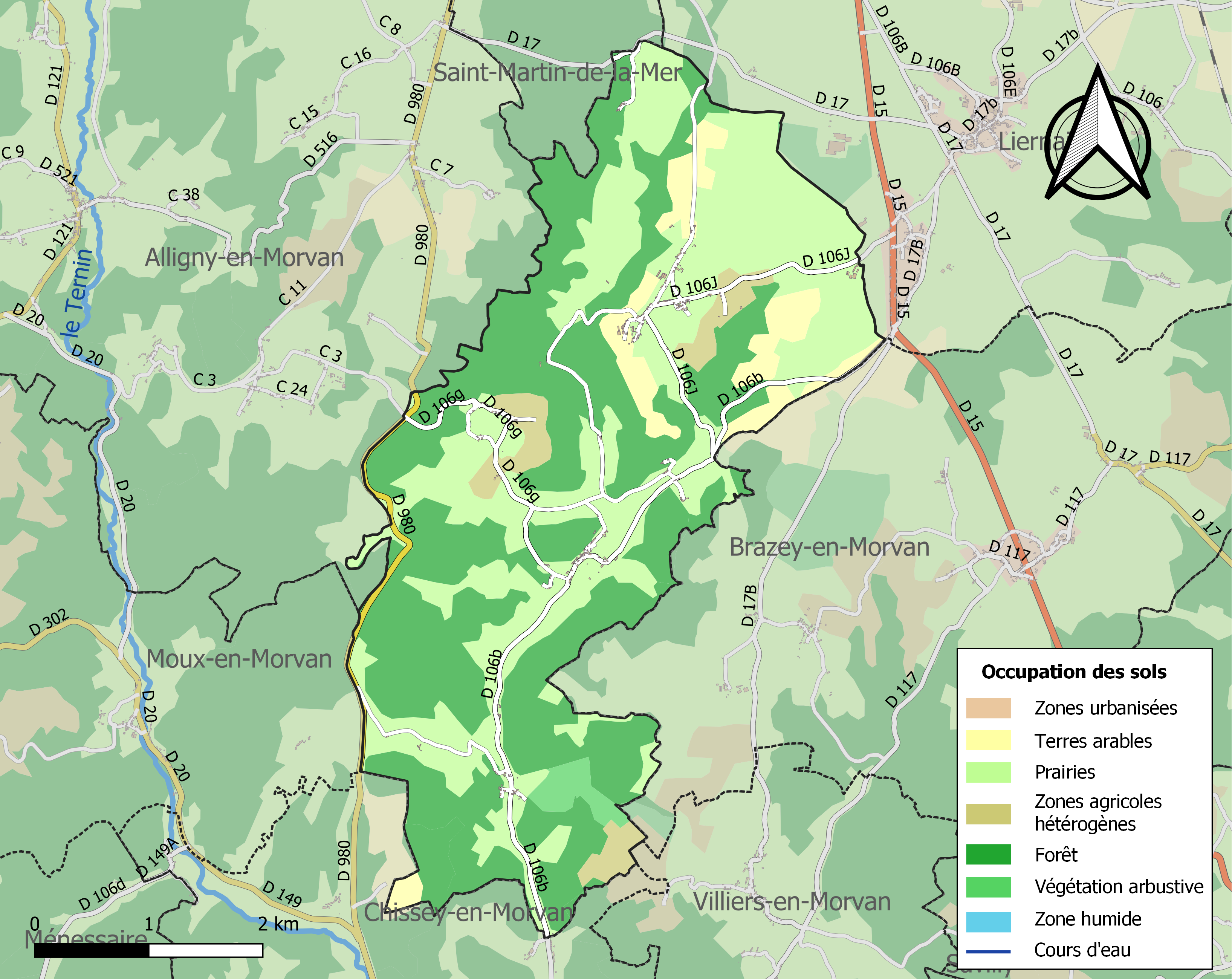
Carte des infrastructures et de l'occupation des sols de la commune en 2018 (CLC).

## Politique et administration
| Période                                  | Période  | Identité         | Étiquette | Qualité              |
| ---------------------------------------- | -------- | ---------------- | --------- | -------------------- |
| mars 2001                                | mai 2020 | Henri Menneveaux | SE        | Agriculteur retraité |
| mai 2020                                 | en cours | Patrice Dormenil | SE        | Sapeur-pompier       |
| Les données manquantes sont à compléter. |          |                  |           |                      |

## Démographie
L'évolution du nombre d'habitants est connue à travers les recensements de la population effectués dans la commune depuis 1793. Pour les communes de moins de 10 000 habitants, une enquête de recensement portant sur toute la population est réalisée tous les cinq ans, les populations de référence des années intermédiaires étant quant à elles estimées par interpolation ou extrapolation. Pour la commune, le premier recensement exhaustif entrant dans le cadre du nouveau dispositif a été réalisé en 2008.

En 2022, la commune comptait 120 habitants, en évolution de −7,69 % par rapport à 2016 (Côte-d'Or : +0,82 %, France hors Mayotte : +2,11 %).
| 1793 | 1800 | 1806 | 1821 | 1831 | 1836 | 1841 | 1846 | 1851 |
| ---- | ---- | ---- | ---- | ---- | ---- | ---- | ---- | ---- |
| 491  | 422  | 455  | 560  | 590  | 656  | 612  | 638  | 661  |

| 1856 | 1861 | 1866 | 1872 | 1876 | 1881 | 1886 | 1891 | 1896 |
| ---- | ---- | ---- | ---- | ---- | ---- | ---- | ---- | ---- |
| 638  | 662  | 641  | 654  | 673  | 679  | 710  | 718  | 661  |

| 1901 | 1906 | 1911 | 1921 | 1926 | 1931 | 1936 | 1946 | 1954 |
| ---- | ---- | ---- | ---- | ---- | ---- | ---- | ---- | ---- |
| 612  | 550  | 471  | 414  | 394  | 378  | 361  | 304  | 246  |

| 1962 | 1968 | 1975 | 1982 | 1990 | 1999 | 2006 | 2008 | 2013 |
| ---- | ---- | ---- | ---- | ---- | ---- | ---- | ---- | ---- |
| 218  | 184  | 158  | 154  | 155  | 148  | 134  | 130  | 127  |

| 2018 | 2022 | - | - | - | - | - | - | - |
| ---- | ---- | - | - | - | - | - | - | - |
| 125  | 120  | - | - | - | - | - | - | - |

## Culture locale et patrimoine

### Lieux et monuments

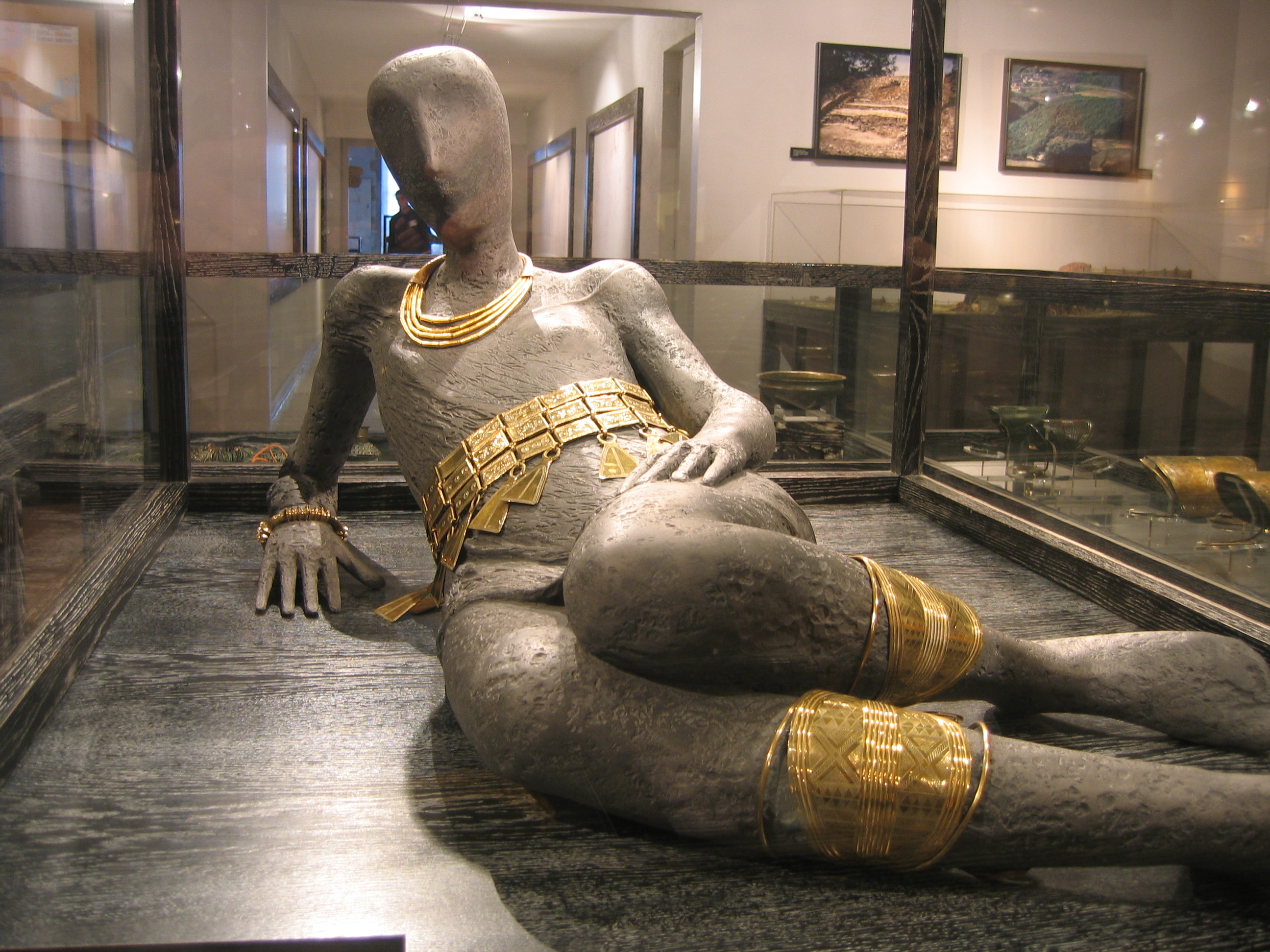
Le « trésor de Blanot » disposé sur un mannequin, au Musée archéologique de Dijon.

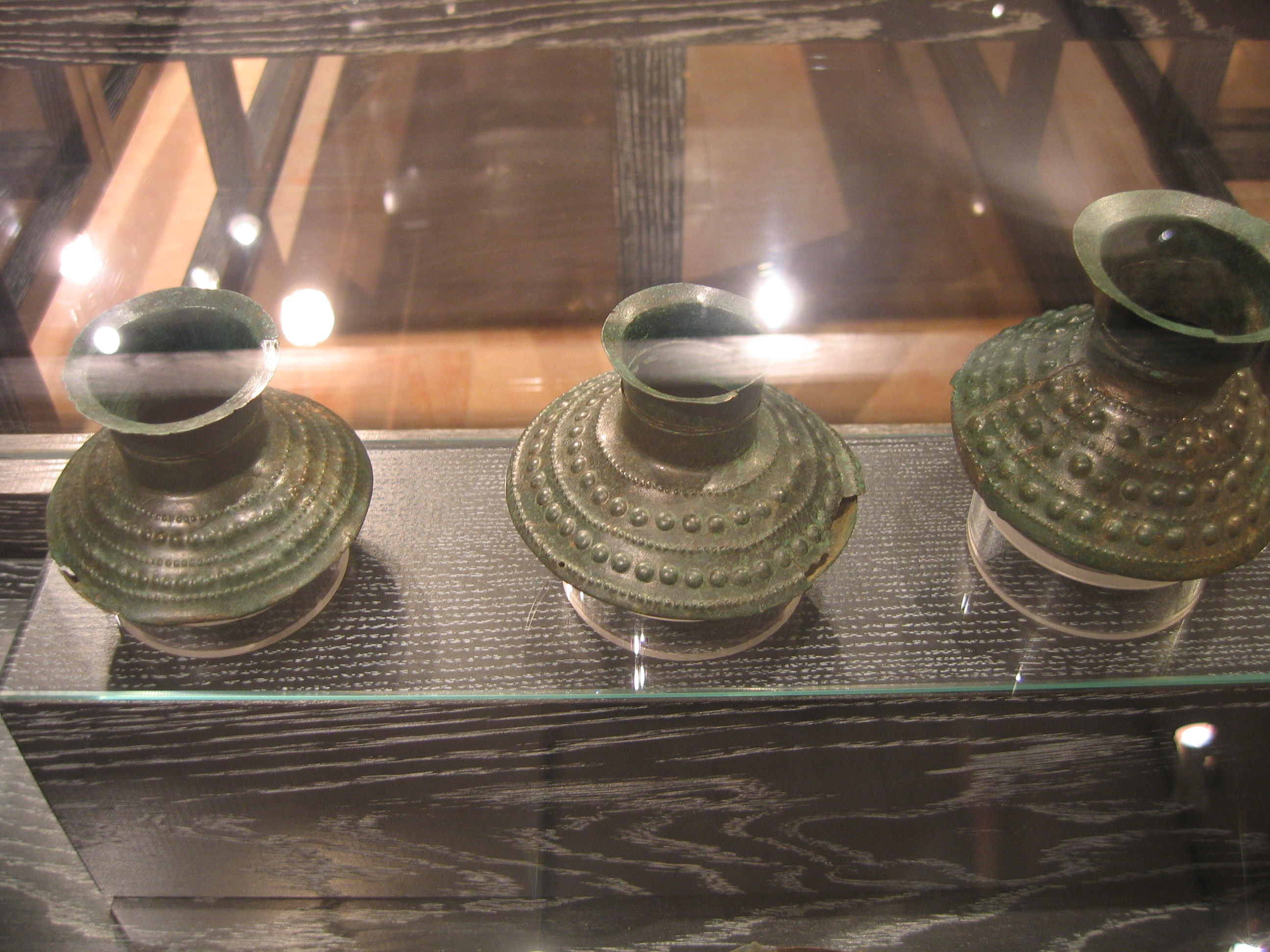
Vases en bronze martelé, Trésor de Blanot.

- Le « trésor de Blanot » : en 1982, un orage ayant déraciné un arbre, on découvrit un riche dépôt d'objets de l'âge du bronze dont un chaudron renfermant l'habillement et les parures en or d'une femme. L'ensemble est exposé au Musée archéologique de Dijon[17].
- L'église Saint-Andoche est visitée par des touristes du monde entier qui viennent voir le lieu où se produisit un miracle le 31 mars 1331. Ce jour-là, au moment de la communion, une hostie tomba sur la nappe tendue par les fidèles et se transforma en sang. Après enquête des autorités catholiques, le pape Jean XXII a reconnu le miracle. Depuis lors, sauf durant la Révolution française, où elle fut cachée par des habitants pour éviter sa destruction, la relique s'est toujours trouvée dans l’église.

### Personnalités liées à la commune
- Henri Perruchot (1917-1967), écrivain, critique d'art, philosophe, un des inspirateurs du prix littéraire du Morvan dont un des prix porte son nom, et membre fondateur de l'Académie du Morvan, inhumé au cimetière de la ville.

### Héraldique
| Blason de Blanot | Blason  | Tiercé en pairle renversé : au 1er de gueules à une plaque de bronze gravée d'or, au 2e d'or à trois gouttes de sang de gueules, au 3e d'azur à trois fasces ondées d'argent et à un chêne au naturel brochant. |
| Blason de Blanot | Détails | La plaque de bronze évoque le « trésor de Blanot ». Les gouttes de sang évoquent quant à elles le miracle de Blanot. Enfin, le chêne représente la forêt du Morvan. Adopté le 1er avril 2022.                   |